# Kapitelstraße 7

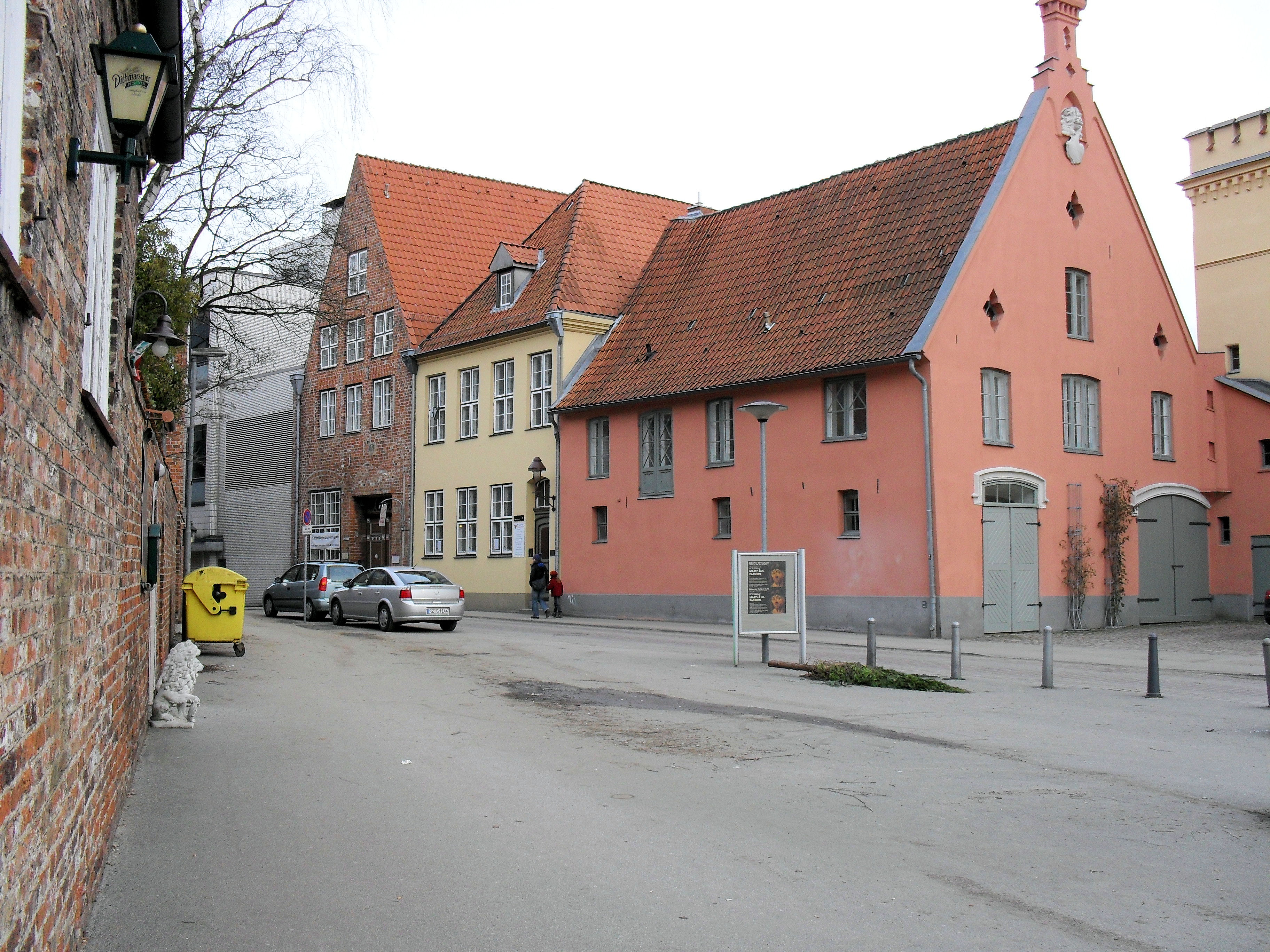
Die Kapitelstraße, Nr. 7 mit der hellen Fassade

Die Kapitelstraße 7 ist ein unter Denkmalschutz stehendes Haus in der Kapitelstraße der Lübecker Altstadt.

## Grundstück
Das Grundstück lag im Immunitätsbezirk der Domfreiheit des Lübecker Domkapitels und wurde 1323 erstmals als bebaut erwähnt. Seine historische Hausnummer war Papenstrasse, Marien Quartier Nr. 916.
Es stand seit 1415 als Vikarienhaus im Eigentum des Domkapitels und wurde nach der Reformation vom Kapitel für die Inhaber von Vikarien, die nun lediglich Stipendien und Sinekuren waren, verwaltet. In der Mitte des 18. Jahrhunderts standen die Einkünfte dem Kieler Bürgermeister Jakob Noodt zu. 
Zum 1. September 1755 schlossen die beiden mit der katholischen Seelsorge in Lübeck beauftragten Jesuitenpatres mit dem Domkapitel einen Pachtvertrag ab, der aus dem Haus das Gemeindezentrum der katholischen Mission mit Wohnung und Kapelle werden ließ. Der Mietvertrag erlaubte den Patres die Abhaltung von Gottesdiensten, untersagte aber die Ausschmückung und Vergrößerung der Kapelle sowie jede Veränderung des äußeren Erscheinungsbildes des Hauses, das nicht als Kapelle erkennbar sein durfte. Das Kapitel bestätigte den Vertrag am 15. September 1755, ebenso auf die Bitte des katholischen Domherrn Johann Ferdinand von Elmendorff hin Fürstbischof Friedrich August. Elmendorff stiftete um 1763 einen Altar für die Kapelle, dessen Altarbild, ein Gemälde der Geburt Jesu, erhalten blieb. Zunächst unterlag der Besuch dieser Messen durch Stadtbewohner Lübecks und die Vornahme von Amtshandlungen noch Beschränkungen durch den Rat. Erst in der Lübecker Franzosenzeit erlangten Katholiken durch die Eingliederung Lübecks in das Französische Kaiserreich 1811 die Glaubensfreiheit, die ihnen der Rat der Stadt nach dem Abzug der Franzosen beließ. Die Kapelle im Hause Kapitelstraße 7 wurde offiziell als Kirche der katholischen Gemeinde in Lübeck gewidmet, die hier bis zum 29. September 1873 die Heilige Messe feierte. 1865 wurde das Hausgrundstück Kapitelstraße 7 der Katholischen Kirchgemeinde in Lübeck vom Rat, der seit dem Reichsdeputationshauptschluss Rechtsnachfolger des Kapitels war, übereignet. 1873 erwarb die Gemeinde eine größere Domkurie an der Parade, auf der später die Propsteikirche Herz Jesu entstand, und verkaufte das Grundstück. 
1875 bis 1902 wohnte hier der Konditor Julius August Höppner mit seiner Familie. Sein Sohn Hugo Höppner wuchs hier bis 1887 auf und wurde später als Maler und Zeichner des Jugendstils unter dem Namen Fidus bekannt.

## Bauwerk
Die straßenseitige Putzfassade von vier Achsen unter einem Walmdach ordnet das Haus dem Klassizismus der Wende zum 18. zum 19. Jahrhundert zu. Die rückseitige Fassade zum Hof ist eine Fassade der Renaissance. Das Haus geht jedoch im Kern seiner Substanz auf das 14. Jahrhundert zurück, ist also gotischen Ursprungs. Es steht seit 1966 unter Denkmalschutz und wurde 1980 grundlegend saniert.